# D.F.C.

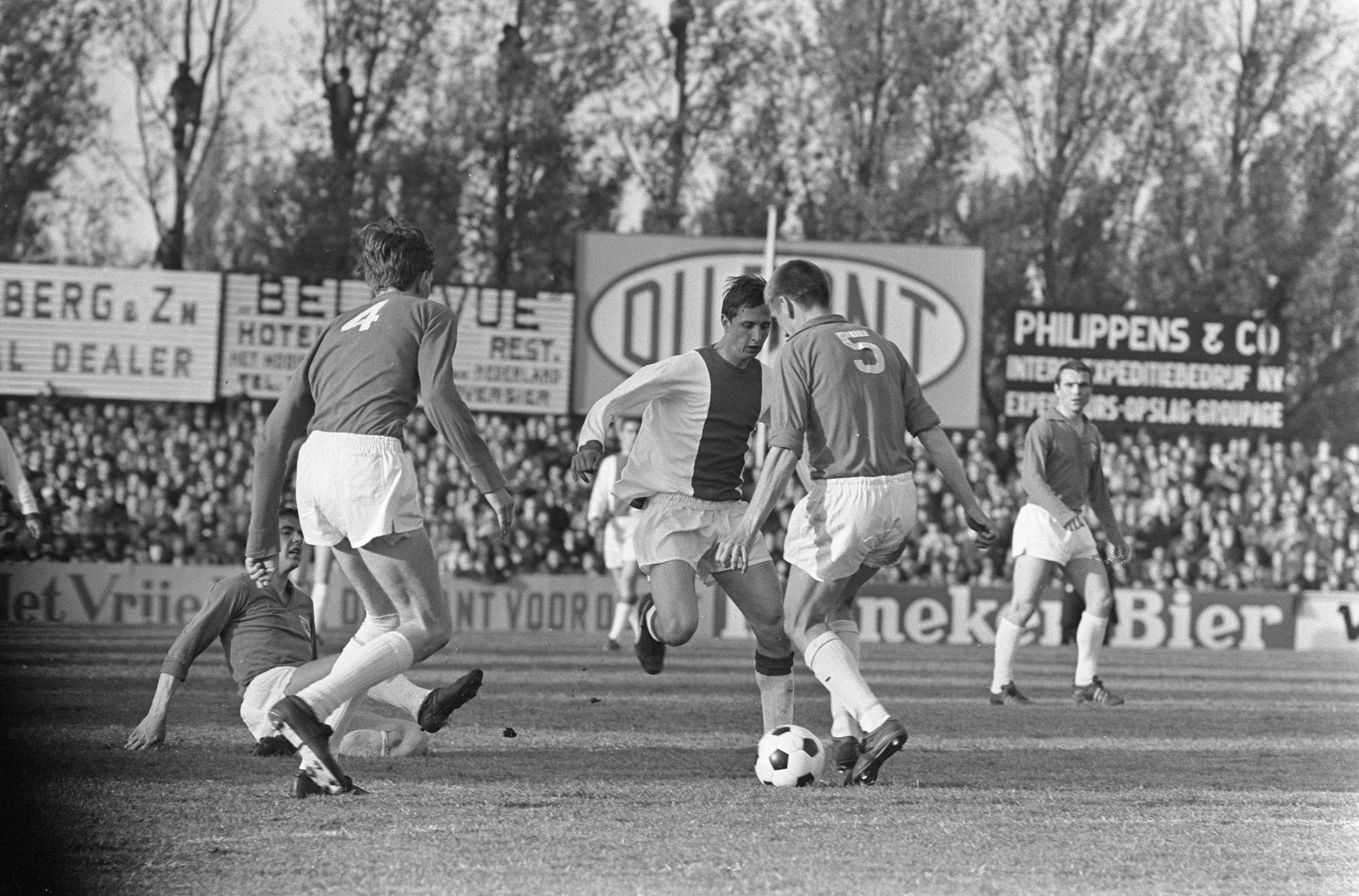
DFC tegen Ajax in 1967

De Dordrechtsche Football-Club of D.F.C. is een amateurvoetbalclub uit de gemeente Dordrecht, in de Nederlandse provincie Zuid-Holland. De club is opgericht op 16 augustus 1883. Het is de op zes na oudste voetbalvereniging van Nederland.
Het standaardelftal speelt in de Derde klasse zaterdag van het district West-II (2020/21).

## Historie
Van 1954 tot 1972 speelde de club in het betaalde voetbal. Promotie naar de Eredivisie was in 1958 dichtbij. D.F.C. eindigde samen met Willem II aan kop van de Eerste divisie A. De beslissingswedstrijd op zaterdag 7 juni 1958 in stadion De Vliert in 's-Hertogenbosch ging met 3-1 verloren waardoor Willem II naar de Eredivisie ging. 
De Dordtse club kende daarna een terugval. Door de versterkte degradatie in 1962 (van twee naar een Eerste divisie) werd de nummer negen D.F.C. naar de Tweede divisie verwezen.
In het seizoen 1964/65 werd de ploeg kampioen in de Tweede Divisie B. Promotie bleef uit omdat Xerxes, dat als derde was geëindigd, de nacompetitie won met een punt voorsprong. Een jaar later volgde toch promotie. Als nummer drie van de Tweede divisie B promoveerde D.F.C. rechtstreeks naar de Eerste divisie.
Het seizoen 1971/72 was het laatste van D.F.C. in het profbestaan. De club eindigde op de 21e en laatste plaats van de Eerste divisie. Degradatie was niet meer mogelijk. Want een jaar eerder was de Tweede divisie afgeschaft bij de grote sanering van het profvoetbal.
In 1972 kwam er een splitsing tussen de betaalde en de amateurtak, waarna de profs verder gingen onder de naam FC Dordrecht. Na de afsplitsing van FC Dordrecht moest D.F.C. opnieuw beginnen in de 4e klasse amateurs van de KNVB. Dat ging gepaard met wisselend succes, promotie en degradatie. Op 1 juni 2003 keerde D.F.C. weer terug in de Eerste Klasse C. Na de degradatie in 2006 maakte D.F.C. de overstap naar het zaterdagvoetbal. In het seizoen 2023/24 degradeerde de club uit de Derde klasse.

### Nederlands elftal
D.F.C. was vooral aan het begin van de 20e eeuw hofleverancier van spelers voor het Nederlands elftal. Enkele voorbeelden daarvan zijn Reinier Beeuwkes, die tussen 1905 en 1910 negentien keer onder de lat stond, en Dirk Lotsij (achterneef van Karel Lotsy), die tussen 1905 en 1914 tienmaal de kleuren van Oranje verdedigde. Toentertijd speelde het Nederlands elftal regelmatig tegen België op het terrein van D.F.C. aan de Markettenweg te Dordrecht. Clubicoon Kees Mijnders kwam in de jaren 30 zeven keer uit voor Oranje. Na de invoering van het betaald voetbal kwam ook Jan Klijnjan nog elf keer uit voor het belangrijkste vertegenwoordigde voetbalteam van Nederland, vijf keer als D.F.C.'er en zes keer als Spartaan. Andere internationals van de club waren Piet Bouman, Nico Bouvy, Dick Sigmond, Eef Ruisch, Willy de Vos, Arie Bijvoet, Barend van Hemert en Piet Punt.
De Dordtse dichter Kees Buddingh' was een trouw bezoeker van de wedstrijden van D.F.C. Hij noemde de club ook in zijn gedichten en dagboeknotities. Daarnaast was hij enige tijd redacteur van het D.F.C. clubnieuws. Dat clubnieuws wordt uitgegeven sinds 1897 en is daarmee het oudste van Nederland.

### Holdertbeker
De Rood-Witten speelden 4 keer in de finale van de Holdertbeker, tegenwoordig bekend als de KNVB beker.
- 11 mei 1913: HFC Haarlem - D.F.C. 4-1
- 31 mei 1914: D.F.C. - HFC Haarlem 3-2
- 3 juli 1932: D.F.C. - PSV 5-4
- 27 juni 1943: AFC Ajax - D.F.C. 3-2

### Bekende trainers
In 1910 trainde Jimmy Hogan kortstondig D.F.C.. Hij was toen ook eenmalig bondscoach. Ook kortstondig Nederlands bondscoach Billy Hunter trainde de club (1912-1914). Van 1938-1940 was Árpád Weisz hoofdtrainer van D.F.C., hij wordt tegenwoordig gezien als een van de grootste trainers uit de Italiaanse/Europese geschiedenis. Hij kwam in Dordrecht terecht doordat hij Italië ontvlucht was vanwege het destijds fascistische regime. In de beginjaren van het betaalde voetbal was Elek Schwartz trainer van D.F.C. Schwartz vertrok vervolgens naar voetbalvereniging Sparta in Rotterdam en was van 1957 tot 1964 bondscoach van het Nederlands Elftal. Hoewel Schwartz een toptrainer was, werd hij door D.F.C.'ers gewoon 'Oom Elek' genoemd.
Een andere bekende trainer die D.F.C. onder zijn hoede had was Piet de Visser. De Visser was scout voor PSV en Chelsea FC.

### Zondagafdeling
Tijdens een speciale ledenvergadering op maandag 24 april 2006 werd besloten om de zondagafdeling van D.F.C op te heffen en deze samen te voegen met de zaterdagafdeling. Belangrijkste redenen hiervoor waren de degradatie van het eerste zondagteam uit de Eerste klasse C van de KNVB en de tegenvallende prestaties van het 2e zondagteam.

### 125-jarig bestaan
Op 16 augustus 2008 bestond de club 125 jaar. Het jubileumjaar werd gevierd met een jubileumboek, feestavonden, een verliezerstoernooi en met het uitbrengen van een jubileumshirt.

## Competitieresultaten 1997–2019 (zaterdag)
| 2 5B |

|  |

| 10 3C |

| 9 3B |

| 12 3C |

| 9 4C |

| 7 4E |

| 11 4C |

| 11 4C |

| 11 4D |

| 8 4C |

| 6 4C |

| 1 4D |

| 4 3C |

| 8 2E |

| 5 2F |

| 12 2F |

| 14 3C |

| 12 4C |

| 9 4D |

| 2 4E |

| 6 3C |

| 2 3B |

| - 3C |

| Tweede klasse | Derde klasse | Vierde klasse | Vijfde klasse |

## Resultaten amateurvoetbal 1899–2006 (zondag)
| 3 3? |

| 1 2C |

| 5 2B |

| 1 2A |

| 3 2C |

| 1 2C |

| 2 |

| 6 |

| 10 |

| 5 |

| 4 |

| 5 |

| 6 |

| 2 |

| 2 |

| 5 |

| 5 |

| 2 |

| 7 |

| 8 1A |

| 10 1A |

| 9 |

| 9 |

| 7 |

| 9 |

| 2 |

| 8 |

| 7 |

| 7 |

| 2 |

| 6 |

| 8 |

| 4 |

| 3 |

| 7 |

| 5 |

| 7 |

| 5 |

| 5 |

| 8 |

| 10 |

| 5 |

| 5 |

| 4 |

| 4 |

| 5 |

|  |

| 10 |

| 5 |

| 3 |

| 10 |

| 5 2A |

| 3 2A |

| 3 2A |

| 1 2B |

| 1 2A |

| 9 D |

| 9 B |

| 3 B |

| 2 A |

| 10 A |

| 2 B |

| 8 A |

| 9 A |

| 6 B |

| 14 B |

| 1 B |

| 3 B |

| 11 |

| 10 |

| 8 |

| 15 |

| 11 |

| 21 |

|  |

|  |

| 1 4G |

| 9 3D |

| 7 3D |

| 10 3D |

| 8 3D |

| 10 3D |

| 3 3B |

| 1 3B |

| 2 2B |

| 1 2B |

| 2 1B |

| 9 1B |

| 9 1B |

| 13 1B |

| 14 2B |

| 11 3D |

| 1 4H |

| 1 3D |

| 6 2B |

| 8 2B |

| 6 2B |

| 9 2B |

| 7 2D |

| 2 2D |

| 3 2D |

| 4 1C |

| 5 1C |

| 11 1C |

| 2 2E |

| 8 1C |

| 9 1C |

| 12 1C |

1991: De beslissingswedstrijd om het klassekampioenschap in 4H werd met 4-2 gewonnen van BZC '95
| Hoofdklasse (profniveau) | Eerste divisie | Eerste klasse (profniveau) | Tweede Divisie | Eerste klasse |
| Tweede klasse            | Derde klasse   | Vierde klasse              | Noodcompetitie |               |

In elke staaf van de grafiek staat van boven naar beneden vermeld: 
- Eindnotering

Dit is de positie die de club heeft bereikt in de competitie, zonder eventuele beslissings-, play-off- of nacompetitiewedstrijden die nodig zijn geweest om bijvoorbeeld de kampioen van de competitie te bepalen.
Indien een * achter het getal staat is de notering een tussenstand en kan het zijn dat de notering niet overeenkomt met de uiteindelijke eindstand van de competitie.
Staat er een - dan is het seizoen nog bezig en is er geen definitieve uitslag bekend.
Staat er xx op de positie van de notering, dan heeft de club vroegtijdig de competitie verlaten. Dit kan onder andere komen door terugtrekking van het team, faillissement van de club of door een uitgedeelde straf van de KNVB. In veel gevallen staat elders in het artikel de reden vermeld.
Staat er een ? dan is het resultaat uit het verleden onbekend, en is alleen de competitie of het niveau bekend van dat seizoen.
In de seizoenen 2019/20 en 2020/21 werd wegens de coronacrisis het amateurvoetbal afgebroken. Daardoor kennen deze staven geen eindklassering (middels -- weergegeven).
- Competitieniveau en afdelingsletter of Officiële eindstand Eredivisie
  - Competitieniveau en afdelingsletter

Hierbij geeft het getal het niveau weer, dat ook terug te vinden is in de legenda. De letter is de afdelingsaanduiding en wordt gebruikt wanneer er meer afdelingen zijn op hetzelfde niveau. De afdelingsletter is altijd een hoofdletter en wordt meestal zonder nummer gebruikt.
Voorbeeld: 2F is niveau 2e klasse competitie F.
Het competitieniveau en nummer wordt niet vermeld wanneer er slechts één competitie van dit niveau was.
  - Officiële eindstand Eredivisie (getal staat tussen haakjes vermeld)

Sinds de introductie van play-offwedstrijden voor Europees voetbal na afloop van de reguliere competitie in 2005/06, is de KNVB verplicht een eindstand van de Eredivisie door te geven aan de UEFA aan de hand van deze play-offwedstrijden.
Bij deze eindstand staan clubs die zich hebben gekwalificeerd voor Europees voetbal hoger dan clubs die zich niet wisten te kwalificeren. Indien er geen verschil was tussen de eindnotering en de officiële eindstand, staat dit getal niet vermeld.

- Onderafdeling

Hier staat afgekort de naam van de onderafdeling indien de club in dat jaar in een onderafdeling uitkwam. Tevens staat deze afkorting in de legenda en wordt gelinkt naar het artikel over deze onderafdeling. Deze afkorting wordt alleen vermeld wanneer de club in het verleden in verschillende onderafdelingen heeft gespeeld. Deze vermelding is in de staaf altijd in kleine letters. Deze onderafdelingen zijn na het seizoen 1995/96 afgeschaft. Heeft de club in slechts één onderafdeling gespeeld, dan is dit alleen terug te vinden in de legenda.
Onder de staaf staat het jaartal vermeld waarin het seizoen is afgesloten. 15 verwijst naar het seizoen 2014/15 of eventueel het seizoen 1914/15.
Wanneer een staaf leeg is, zijn deze gegevens niet bekend. Het kan ook zijn dat de club dat seizoen niet heeft meegespeeld op het hogere amateurniveau, vroegtijdig de competitie heeft verlaten of uit de competitie is gezet.

In het seizoen 1944/45 was er wegens de Tweede Wereldoorlog geen regulier competitievoetbal.

## Betaald voetbal

### Seizoensoverzichten
| Resultaten van D.F.C. sinds de toetreding in het betaald voetbal in 1954 | Resultaten van D.F.C. sinds de toetreding in het betaald voetbal in 1954 | Resultaten van D.F.C. sinds de toetreding in het betaald voetbal in 1954 | Resultaten van D.F.C. sinds de toetreding in het betaald voetbal in 1954 | Resultaten van D.F.C. sinds de toetreding in het betaald voetbal in 1954 | Resultaten van D.F.C. sinds de toetreding in het betaald voetbal in 1954 | Resultaten van D.F.C. sinds de toetreding in het betaald voetbal in 1954 | Resultaten van D.F.C. sinds de toetreding in het betaald voetbal in 1954 | Resultaten van D.F.C. sinds de toetreding in het betaald voetbal in 1954 | Resultaten van D.F.C. sinds de toetreding in het betaald voetbal in 1954 | Resultaten van D.F.C. sinds de toetreding in het betaald voetbal in 1954 | Resultaten van D.F.C. sinds de toetreding in het betaald voetbal in 1954 | Resultaten van D.F.C. sinds de toetreding in het betaald voetbal in 1954 |
| Seizoen                                                                  | Competitie                                                               | Competitie                                                               | Competitie                                                               | Competitie                                                               | Competitie                                                               | Competitie                                                               | Competitie                                                               | Competitie                                                               | Competitie                                                               | Kwalificatie                                                             | KNVB beker                                                               | Bijzonderheid |
| Seizoen                                                                  | Divisie                                                                  | GW                                                                       | W                                                                        | G                                                                        | V                                                                        | PNT                                                                      | DV                                                                       | DT                                                                       | POS                                                                      | Kwalificatie                                                             | KNVB beker                                                               | Bijzonderheid |
| ------------------------------------------------------------------------ | ------------------------------------------------------------------------ | ------------------------------------------------------------------------ | ------------------------------------------------------------------------ | ------------------------------------------------------------------------ | ------------------------------------------------------------------------ | ------------------------------------------------------------------------ | ------------------------------------------------------------------------ | ------------------------------------------------------------------------ | ------------------------------------------------------------------------ | ------------------------------------------------------------------------ | ------------------------------------------------------------------------ | --- |
| 1954/55                                                                  | Eerste klasse D                                                          | 8                                                                        | 4                                                                        | 1                                                                        | 3                                                                        | 9                                                                        | 14                                                                       | 12                                                                       | 7e                                                                       | –                                                                        | Geen bekertoernooi                                                       | D.F.C. treedt toe tot het betaald voetbal De competitie werd na de fusie van de KNVB en de NBVB niet afgemaakt. Alle teams werden opnieuw ingedeeld. Wedstrijd om de 9e plaats tegen RBC (1–0) |
| 1954/55                                                                  | Eerste klasse D                                                          | 26                                                                       | 10                                                                       | 5                                                                        | 11                                                                       | 25                                                                       | 41                                                                       | 47                                                                       | 9e                                                                       | Hoofdklasse                                                              | Geen bekertoernooi                                                       | D.F.C. treedt toe tot het betaald voetbal De competitie werd na de fusie van de KNVB en de NBVB niet afgemaakt. Alle teams werden opnieuw ingedeeld. Wedstrijd om de 9e plaats tegen RBC (1–0) |
| 1955/56                                                                  | Hoofdklasse B                                                            | 34                                                                       | 15                                                                       | 7                                                                        | 12                                                                       | 37                                                                       | 69                                                                       | 61                                                                       | 10e                                                                      | Eerste divisie                                                           | Geen bekertoernooi                                                       | |
| 1956/57                                                                  | Eerste divisie B                                                         | 30                                                                       | 15                                                                       | 8                                                                        | 7                                                                        | 38                                                                       | 66                                                                       | 49                                                                       | 3e                                                                       | –                                                                        | 3e ronde                                                                 | – |
| 1957/58                                                                  | Eerste divisie A                                                         | 30                                                                       | 18                                                                       | 7                                                                        | 5                                                                        | 43                                                                       | 71                                                                       | 36                                                                       | 2e                                                                       | –                                                                        | 2e ronde                                                                 | – |
| 1958/59                                                                  | Eerste divisie A                                                         | 30                                                                       | 11                                                                       | 7                                                                        | 12                                                                       | 29                                                                       | 58                                                                       | 53                                                                       | 10e                                                                      | –                                                                        | 2e ronde                                                                 | – |
| 1959/60                                                                  | Eerste divisie B                                                         | 32                                                                       | 17                                                                       | 8                                                                        | 7                                                                        | 42                                                                       | 71                                                                       | 46                                                                       | 2e                                                                       | Nacompetitie                                                             | Geen bekertoernooi                                                       | Promotiewedstrijden tegen NOAD (2–3 & 1–2), Vitesse (4–0 & 1–1), VSV (5–0 & 0–3) |
| 1960/61                                                                  | Eerste divisie A                                                         | 34                                                                       | 14                                                                       | 7                                                                        | 13                                                                       | 35                                                                       | 64                                                                       | 52                                                                       | 8e                                                                       | –                                                                        | Groepsfase                                                               | – |
| 1961/62                                                                  | Eerste divisie A                                                         | 34                                                                       | 13                                                                       | 13                                                                       | 8                                                                        | 39                                                                       | 45                                                                       | 31                                                                       | 9e                                                                       | Rechtstreekse degradatie                                                 | 4e ronde                                                                 | – |
| 1962/63                                                                  | Tweede divisie B                                                         | 32                                                                       | 16                                                                       | 4                                                                        | 12                                                                       | 36                                                                       | 52                                                                       | 42                                                                       | 6e                                                                       | –                                                                        | 4e ronde                                                                 | – |
| 1963/64                                                                  | Tweede divisie B                                                         | 30                                                                       | 6                                                                        | 12                                                                       | 12                                                                       | 24                                                                       | 46                                                                       | 54                                                                       | 14e                                                                      | –                                                                        | 1e ronde                                                                 | – |
| 1964/65                                                                  | Tweede divisie B                                                         | 28                                                                       | 20                                                                       | 5                                                                        | 3                                                                        | 45                                                                       | 71                                                                       | 25                                                                       | 1e                                                                       | Promotiecompetitie                                                       | 1e ronde                                                                 | Wedstrijd tegen kampioen Tweede divisie A: SC Cambuur (2–6) Promotiecompetitie tegen AGOVV (2–1), Helmondia '55 (3–0) en Xerxes (1–2)                                                          |
| 1965/66                                                                  | Tweede divisie B                                                         | 28                                                                       | 14                                                                       | 8                                                                        | 6                                                                        | 36                                                                       | 63                                                                       | 41                                                                       | 3e                                                                       | Rechtstreekse promotie                                                   | Groepsfase                                                               | – |
| 1966/67                                                                  | Eerste divisie                                                           | 38                                                                       | 14                                                                       | 12                                                                       | 12                                                                       | 40                                                                       | 63                                                                       | 56                                                                       | 11e                                                                      | –                                                                        | Kwartfinale                                                              | – |
| 1967/68                                                                  | Eerste divisie                                                           | 36                                                                       | 13                                                                       | 11                                                                       | 12                                                                       | 37                                                                       | 65                                                                       | 55                                                                       | 10e                                                                      | –                                                                        | Groepsfase                                                               | – |
| 1968/69                                                                  | Eerste divisie                                                           | 34                                                                       | 14                                                                       | 7                                                                        | 13                                                                       | 35                                                                       | 41                                                                       | 33                                                                       | 8e                                                                       | –                                                                        | Kwartfinale                                                              | – |
| 1969/70                                                                  | Eerste divisie                                                           | 34                                                                       | 8                                                                        | 12                                                                       | 14                                                                       | 28                                                                       | 36                                                                       | 45                                                                       | 15e                                                                      | –                                                                        | 1e ronde                                                                 | – |
| 1970/71                                                                  | Eerste divisie                                                           | 30                                                                       | 9                                                                        | 7                                                                        | 14                                                                       | 25                                                                       | 31                                                                       | 42                                                                       | 11e                                                                      | –                                                                        | 1e ronde                                                                 | – |
| 1971/72                                                                  | Eerste divisie                                                           | 40                                                                       | 7                                                                        | 9                                                                        | 24                                                                       | 23                                                                       | 31                                                                       | 70                                                                       | 21e                                                                      | –                                                                        | Geen deelname                                                            | D.F.C. gaat verder als FC Dordrecht |

### Topscorers
- 1954/55:  Piet van Es (6)
- 0000000  Piet van Es (14)
- 1955/56:  Piet van Es (17)
- 1956/57:  Piet Meeusen (17)
- 1957/58:  Piet Meeusen (20)
- 1958/59:  Piet Meeusen (12)
- 1959/60:  Hans de Vos (21)
- 1960/61:  Wim de Kreek (18)
- 1961/62:  Hans de Vos (11)
- 1962/63:  Jan Klijnjan (15)
- 1963/64:  Jan Klijnjan (14)
- 1964/65:  Hans de Vos (15)
- 1965/66:  Jan Klijnjan (21)
- 1966/67:  Jan Klijnjan (25)
- 1967/68:  Ad Vermolen (12)
- 1968/69:  Ad Vermolen (10)
- 1969/70:  Chris Bouman (12)
- 1970/71:  Henny Kuiters (13)
- 1971/72:  Wout van der Linden (5)
000000 :  Frans Struis (5)

### Trainers
- 1910–1912:  Jimmy Hogan
- 1912–1914:  Billy Hunter
- 1923–1925:  Bob Glendenning
- 1926:  Thomas Massey
- 1927–1928:  Peter Pursell
- 1938–1940:  Árpád Weisz
- 1942–1949:  Wim de Bois
- 1949–1951:  Herbert Turner
- 1951–1955:  Wim de Smit
- 1955–1956:  Elek Schwartz
- 1956–1958:  Ludwig Veg
- 1958–1960:  Franz Rybicki
- 1960–1961:  Karl Humenberger
- 1961–0000:  Leo Veldhuis
- 0000–1962:  Wim de Smit
- 1962–1964:  Jan Bens
- 1964–1966:  Piet de Visser
- 1966–1968:  Jacques de Wit
- 1968–1969:  Hans Kraay sr.
- 1969–1971:  Piet de Visser
- 1971–1972:  Ludwig Veg
- 0000–1972:  Ben Hofland (a.i.)

## Voetnoten
D.F.C. · FC Dordrecht · FC Dordrecht Amateurs · VV Dubbeldam · EBOH · SC Emma · GSC/ODS · SV Oranje Wit · RCD · VV SSW · VV Wieldrecht 

Voormalig: SC Amstelwijck · SC GSC · ODS